# Mary Peters (friidrottare)
Mary Elizabeth Peters, född den 6 juli 1939 i Halewood, Storbritannien, är en brittisk friidrottare inom mångkamp.
Hon tog OS-guld i femkamp vid friidrottstävlingarna 1972 i München.
Bland hennes hederstitlar återfinns kommendör av första klassen av Brittiska Imperieorden och lordlöjtnant av Belfast.